# Juin 1891

## Événements
- Troubles agraires en Hongrie.

- 1er juin : entrée en vigueur de la loi sur la protection des travailleurs en Allemagne. Le dimanche devient jour de repos obligatoire, le travail en usine des enfants de moins de treize ans est interdit, le temps de travail des adolescents est réduit à dix heures par jour et l'âge de la retraite est fixé à 65 ans (l'espérance de vie n'est que de 45 ans !).

- 2 juin :
  - France : inventé par Joseph Oller et institué par la loi du 2 juin 1891, le pari mutuel met fin à l'arbitraire des bookmakers dans l'enregistrement et le traitement des paris sur des courses hippiques en France.
  - Première édition du baccalauréat en Tunisie

- 16 juin : John Joseph Caldwell Abbott (conservateur) devient Premier ministre du Canada après la mort de Macdonald le 6 juin (fin en 1892).

- 20 juin : les Britanniques et les Néerlandais définissent leurs zones d’influence respectives à Bornéo. Les Pays-Bas obtiennent la plus grande partie de l’île.

- 27 juin : départ de Zanzibar de l'expédition de William Stairs au Katanga.

## Naissances
- 6 juin : 
  - Ignacio Sánchez Mejías, matador espagnol († 13 août 1934).
  - Jeanne Kesseler : féministe belge, préfète au lycée Émile Jacqmain († 23 juillet 1977).
- 13 juin : Hervé-Edgar Brunelle, homme politique fédéral provenant du Québec.
- 19 juin :
  - John Heartfield, photographe et peintre allemand († 26 avril 1968).
  - « Saleri II » (Julián Sainz Martínez), matador espagnol († 7 octobre 1958).